# Данијел Винцек
Данијел Винцек (Загреб, 7. јун 1926 — Дуловине, 8. август 2021) био је ботаничар и планинар. Посебно се интересовао за планинарску флору.

## Биографија
Рођен је 1926. у Загребу гдје је завршио Основну школу и Реалну гимназију на којој је матурирао 1946. Током Другог свјетског рата као скојевац био је једно вријеме илегалац у Загребу, а потом и борац Загорског одреда. Након рата се запошљава у загребачкој општини Центар и исторемено уписује биологију на Природнословном-математичком факултету на Свеучилишту у Загребу. Директивом Централног комитета Савеза комуниста Југославије, Данијел се са биологије морао преписати на спољну трговину јер је то био кадар који недостаја тадашњој "младој" југословенској држави. Спољну трговину дипломирао је 1949. и запошљава се у београдском предузећу "Југоелектрол". Од 1956. године ради у "Индустрија-импорту" и то најприје у београдском представништву, а 1960. године прелази у Титоград гдје се и стално настањује. Ту се упознаје са Вером Радовић са којом ће имати и складан брак, али и велику подршку у ботаничким истраживањима. Винцек ради и у "Памучном комбинату" и у "Сервисимпорту" у Титограду, а од 1968. до 1972. године је представник "Индустрија-импорт" у Милану. Од 1977. до 1988 је у подгоричком представништву "Генералекспорта" који је тада био спољно-трговински. Након пензионисања 1988, преселио се у Дуловине код Колашина гдје је формирао Ботаничку башту. Његову башту посјетило је преко 150.000 људи. Винцек је крајем 2018. године Ботаничку башту уступио држави Црној Гори као свој легат.
Поред ботанике, Винцек је био страствени планинар. Оставио је свој траг у планинарству постигавши запажене резултате. Био је члан експедиције ПСД "Комови" из Титограда која се 1986. попела на Монблан, највиши врх у Алпима. Такође је био и члан експедиције на Арарат 1991.  Коаутор је књига: "Црногорске планина- путописи и записи" (1997) и "Планине Црне Горе – водич за планинаре" (2004). Залагао се за уређење планинских стаза и унапређење остале инфраструктуре. Био је један од покретача и члан редакције "Колашинских новости" и активно је учествовао у припремању "Планинарских новина". Говорио је течно неколико свјетских језика.
Преминуо је у Дуловинама код Колашина, 8. августа 2021. у 96. години. Сахрањен је на Градском гробљу у Колашину 9. августа 2021.
Њему у част биљка вирак или вилина роса, добила је име Alhhemill vincekii.

## Награде
За допринос у привреди између осталих добио је: 
- Медаљу заслуга за народ,[3]
- Сребрног галеба ЈА,[3]
- Златну плакету Туристичког савеза Црне Горе,[3]
- Еколошку награду "21. септембар" (2001)[3]
- Повеља општине Колашин
- Плакете за допринос развоју планинарства Планинарског савеза Црне Горе[6]
- Награду Искра за индивидуални допринос (2016)[7]